# 台湾宽口烟管蜗牛
台湾宽口烟管蜗牛（学名：Proreinia eastlakeana tayalis），是柄眼目烟管蜗牛科宽口烟管蜗牛属的一种。主要分布于台湾，树栖型。